# Saturnia pokornae
Saturnia pokornae är en fjärilsart som beskrevs av Castek. 1923. Saturnia pokornae ingår i släktet Saturnia och familjen påfågelsspinnare. Inga underarter finns listade.